# Pachystigmus sculpturator
Pachystigmus sculpturator är en stekelart som först beskrevs av Sergey A. Belokobylskij 1999.  Pachystigmus sculpturator ingår i släktet Pachystigmus och familjen bracksteklar. Inga underarter finns listade i Catalogue of Life.